# Montrigaud
Montrigaud korábbi község (település) Franciaországban, Drôme megyében. 2019. január 1-jén Miribel és Saint-Bonnet-de-Valclérieux községgel egyesült és Valherbasse új község része lett. 
Lakosainak száma 492 fő (2018. január 1.). Montrigaud Le Grand-Serre, Miribel, Saint-Bonnet-de-Valclérieux, Saint-Christophe-et-le-Laris, Dionay, Montfalcon, Roybon és Saint-Clair-sur-Galaure községekkel határos.

## Népesség
A település népességének változása:
| Lakosok száma | 476  | 482  | 499  | 497  | 492  |
|               | 2013 | 2015 | 2016 | 2017 | 2018 |